# Dimos Arriana
Dimos Arriana (Arriana) är en kommun i Grekland.   Den ligger i prefekturen Nomós Rodópis och regionen Östra Makedonien och Thrakien, i den nordöstra delen av landet, 400 km norr om huvudstaden Aten. Antalet invånare är 18 259. Arean är 769 kvadratkilometer. Dimos Arriana gränsar till Δήμος Κομοτηνής, Dimos Maroneia-Sapes, Sufli och Δήμος Αλεξανδρούπολης. 
Terrängen i Dimos Arriana är kuperad.
Dimos Arriana delas in i:
- Δημοτική Ενότητα Αρριανών
- Δημοτική Ενότητα Φιλλύρας
- Δημοτική Ενότητα Οργάνης
- Δημοτική Ενότητα Κέχρου